# ネヴァーランド/Voice Actor×売野雅勇
「ネヴァーランド/Voice Actor×売野雅勇」（ネヴァーランド/ボイスアクター×うりの まさお）は、2019年5月22日に発売された日本のオムニバス・アルバム（規格品番：TKCA-74788）。

## 解説
80年代から90年代にかけて数々のヒット曲を生み出した作詞家・売野雅勇と、歌に定評のある声優とのコラボレーションアルバム。「昭和歌謡×声優」をコンセプトにしており、本アルバムの作曲家には、売野とのコンビでヒット曲を生み出した昭和アイドル歌謡のヒットメーカーが参加している。
付属のDVDには、本アルバムの企画・構成を手掛けたニッポン放送のアナウンサー・吉田尚記と声優陣による対談映像を収録している。

## 収録曲
※全作詞：売野雅勇
1. ワンダフォー!（仲村宗悟）[04:22]
作曲：コモリタミノル／編曲：白戸佑輔
2. 東京PARADISE（山寺宏一）[04:38]
作曲：芹澤廣明／編曲：やしきん
3. すべての愛しきRunaways（野島健児）[04:44]
作曲：井上大輔／編曲：黒須克彦
4. あなたの淋しさは、愛（田所あずさ）[04:45]
作曲：筒美京平／編曲：小林俊太郎
5. ヨコハマ粋（森川智之）[04:25]
作曲：井上大輔／編曲：小林俊太郎
6. 男と女は十時半（山寺宏一・内田彩）[05:05]
作曲：馬飼野康二／編曲：奈良悠樹
7. それは、私じゃない（内田彩）[04:07]
作曲：後藤次利／編曲：eba
8. Clowntime Berlin（木村昴）[04:32]
作曲：馬飼野康二／編曲：黒須克彦
9. メランコリーのダイアモンド（さゆりカノン）[04:09] ※ボーナストラック
作曲：コモリタミノル／編曲：鈴木Daichi秀行
10. ワンダフォー!（オリジナルカラオケ） [04:24]
11. 東京PARADISE（オリジナルカラオケ） [04:41]
12. すべての愛しきRunaways（オリジナルカラオケ） [04:44]
13. あなたの淋しさは、愛（オリジナルカラオケ） [04:47]
14. ヨコハマ粋（オリジナルカラオケ） [04:25]
15. 男と女は十時半（オリジナルカラオケ） [05:05]
16. それは、私じゃない（オリジナルカラオケ） [04:09]
17. Clowntime Berlin（オリジナルカラオケ） [04:29]